# Spanje op de Olympische Zomerspelen 1900
Spanje nam voor het eerst deel aan de Spelen bij de Olympische Zomerspelen 1900 in Parijs, Frankrijk.

## Medailles
Spanje won één medaille en eindigde daardoor op de 14e plaats in het medailleklassement.

### 1Goud
- Villota en Amezola, pelota

## Resultaten per onderdeel

### Schermen
Spanje was vertegenwoordigd met één schermer.
| Onderdeel | Plaats | Schermer               | Eerste ronde             | Kwartfinale                  | Repechage     | Halve finale            | Finale        |
| --------- | ------ | ---------------------- | ------------------------ | ---------------------------- | ------------- | ----------------------- | ------------- |
| Floret    | 25-34  | Mauricio Ponce de Léon | Gaat door na jurybesluit | Uitgeschakeld na jurybesluit | Uitgeschakeld | Uitgeschakeld           | Uitgeschakeld |
| Degen     | 35-104 | Mauricio Ponce de Léon | 3e-6e in groep M         | Uitgeschakeld                | Uitgeschakeld | Uitgeschakeld           | Uitgeschakeld |
| Sabel     | 9-16   | Mauricio Ponce de Léon | 1e-4e in groep           | Niet gehouden                | Niet gehouden | 5e-8e in halve finale B | Uitgeschakeld |

### Pelota
Spanje nam deel aan het pelota. Het Spaanse duo won van Frankrijk, de enige andere inschrijver. Hiermee won het goud.
| Onderdeel      | Plaats | Team            | Wedstrijd 1                                    |
| -------------- | ------ | --------------- | ---------------------------------------------- |
| Twee-man teams | 1e     | Amezola Villota | Winst tegen Maurice Durquetty/Etchegaray (FRA) |

### Roeien
Spanje nam deel aan het roeien met een vier-met-stuurman team en een skiffeur.
| Onderdeel         | Plaats | Boot | Eerste ronde   | Halve finale              | Finale        |
| ----------------- | ------ | --- | -------------- | ------------------------- | ------------- |
| Skiff             | —      | Antonia Vela Vivó | Niet gefinisht | Uitgeschakeld             | Uitgeschakeld |
| Vier-met-stuurman | 8e     | Réal Club Barcelona Juan Camps Mas, José Fórmica Corsi, Ricardo Margarit Calvet, Orestes Quintana Antonio Vela Vivó (stuurman) | Niet gehouden  | 6:38.4 2e, halve finale 1 | Uitgeschakeld |

Argentinië · Australië · België · Bohemen · Brits-Indië · Canada · Cuba · Denemarken · Duitsland · Frankrijk · Griekenland · Groot-Brittannië · Haïti · Hongarije · Iran · Italië · Luxemburg · Mexico · Nederland · Noorwegen · Oostenrijk · Peru · Roemenië · Rusland · Spanje · Verenigde Staten · Zweden · Zwitserland · Gemengde teams